# Mario Parpagnoli
Mario Parpagnoli fue un actor y director de cine italiano de vasta trayectoria artística en Argentina.

## Carrera
Intérprete destacado en varias películas mudas italianas a fines de la década de 1910 y principios del decenio de 1920.
Luego de una extensísima carrera cinematográfica en su país natal, Parpagnoli se destacó notablemente durante las primeras décadas del siglo XX en la Época de Oro del cine argentino. Su film Adiós Argentina, de 1930, cumplió doble rol al desempeñarse como director y actor junto a Pierina Dealessi, Ada Cornaro, Carmen Valdez y Libertad Lamarque (en su debut fílmico). Finalmente dicha película nunca fue estrenada.
Posteriormente trabajó como funcionario de las Empresas Italianas Filmadoras en la década de 1950. Luego volvió a Roma donde falleció por causas naturales.
Estuvo casado con la actriz Emilia Vidali, hija del productor de películas, director y actor Giovanni Enrico Vidali.

## Filmografía
- 1917: L'aquila, con Ubaldo María del Colle.
- 1917: Thais (cortometraje).
- 1917: Il mio cadavere, junto a Riccardo Cassano.
- 1918: Fiaccole.
- 1918: La morte rossa .
- 1918: Trittico italiano.
- 1918: La storia di un peccato.
- 1918: L'ultimo dei Cognac .
- 1919: La fiamma e la cenere.
- 1919: La signora dalle rose.
- 1919: Per aver visto.
- 1919: La peccatrice casta.
- 1919: Martino il trovatello .
- 1920: Maddalena Ferat.
- 1920: La sfinge.
- 1920: Liberazione .
- 1920: L'istinto .
- 1920: Chimere .
- 1920: La complice muta .
- 1920: Zoya.
- 1921: La valse ardente.
- 1922: Al confine della morte .
- 1922: I promessi sposi .
- 1922: La rosa di Fortunio .
- 1922: Fu così che....
- 1922: La fanciulla, il poeta e la laguna.
- 1923: L'ospite sconosciuta
- 1923: L'amore e il codicillo.
- 1923: Marion.
- 1923: Amore e destino.[3]
- 1924: L'ultimo sogno (en España como El Audaz), junto con Francesca Bertini.
- 1925: El caballero de la rambla
- 1925: La galleguita (como argumentista), interpretada por la italiana Emilia Vidali.
- 1930: Adiós Argentina.